# Osmia mustelina
Osmia mustelina är en biart som beskrevs av Carl Eduard Adolph Gerstäcker 1869. Osmia mustelina ingår i släktet murarbin, och familjen buksamlarbin.

## Underarter
Arten delas in i följande underarter:
- O. m. griseohirta
- O. m. mustelina
- O. m. umbrosa